# Proletarii
Los proletarii (los que crían hijos) era el término aplicado en la antigua Roma a la clase social más baja (la sexta clase), a los pobres sin tierra. Eran demasiado pobres para pagar los impuestos sobre la propiedad y para realizar el servicio militar activo. Su papel en aquella sociedad fue la de tener hijos.

## Proletariado
El término proletarii fue recuperado bajo el término de proletariat (proletariado) por Karl Marx , quien estudió Derecho Romano en la Universidad de Berlín, para identificar a la clase baja sin propiedades ni recursos que solamente podían trabajar y tener hijos -el proletariado o clase obrera- grupo antagónico de la clase burguesa o capitalista.
En el Manifiesto Comunista, Marx y Engels, definen al proletariado del siguiente modo:

«Por proletarios se comprende a la clase de trabajadores asalariados modernos, que, privados de medios de producción propios, se ven obligados a vender su fuerza de trabajo para poder existir.»